# شاتيون - مونروج (مترو باريس)
شاتيون - مونروج (بالفرنسية: Châtillon – Montrouge)‏ هي محطة مترو تابعة لمترو باريس تقع في فرنسا في Châtillon.[بحاجة لمصدر]

## معرض صور

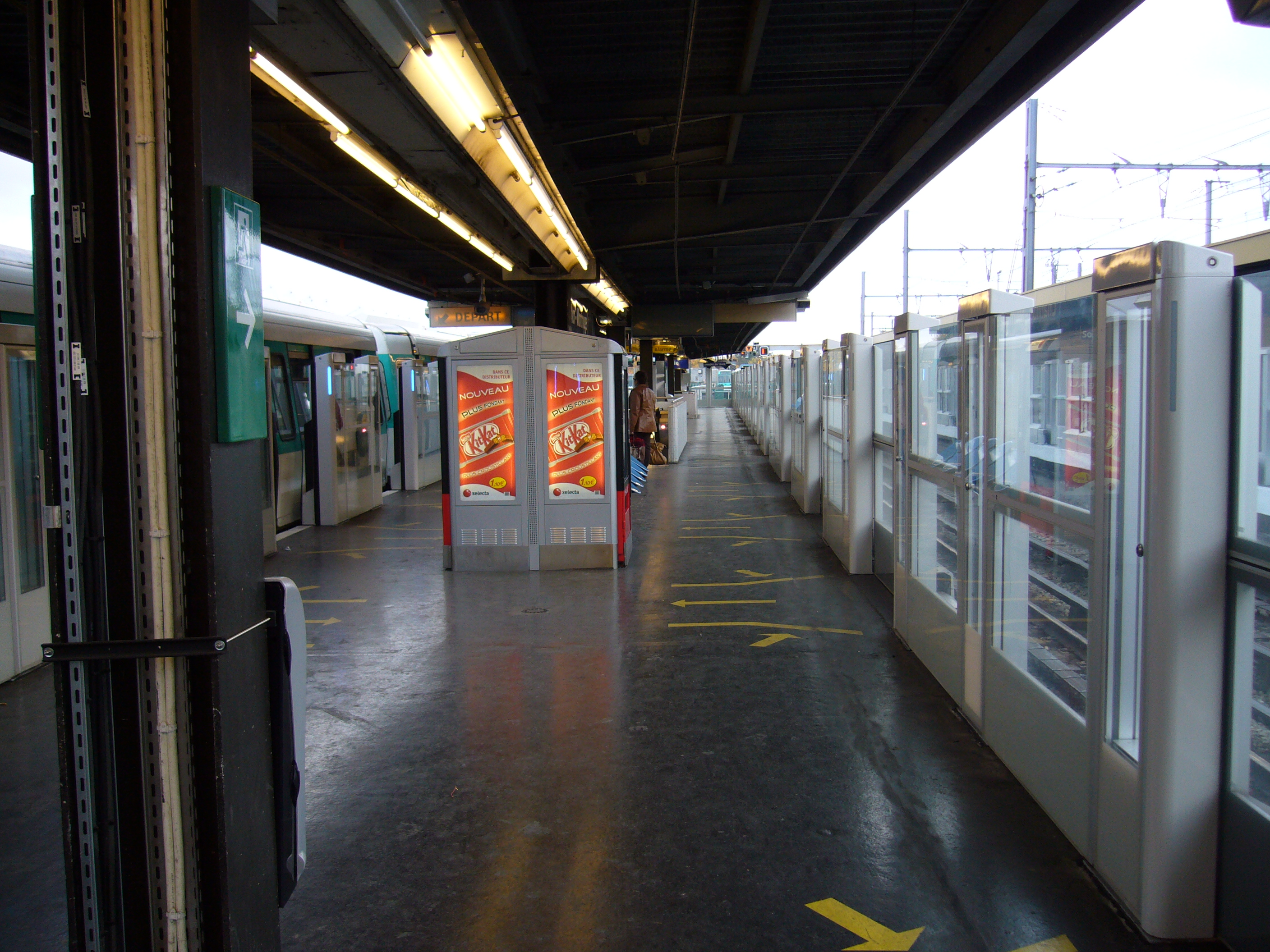
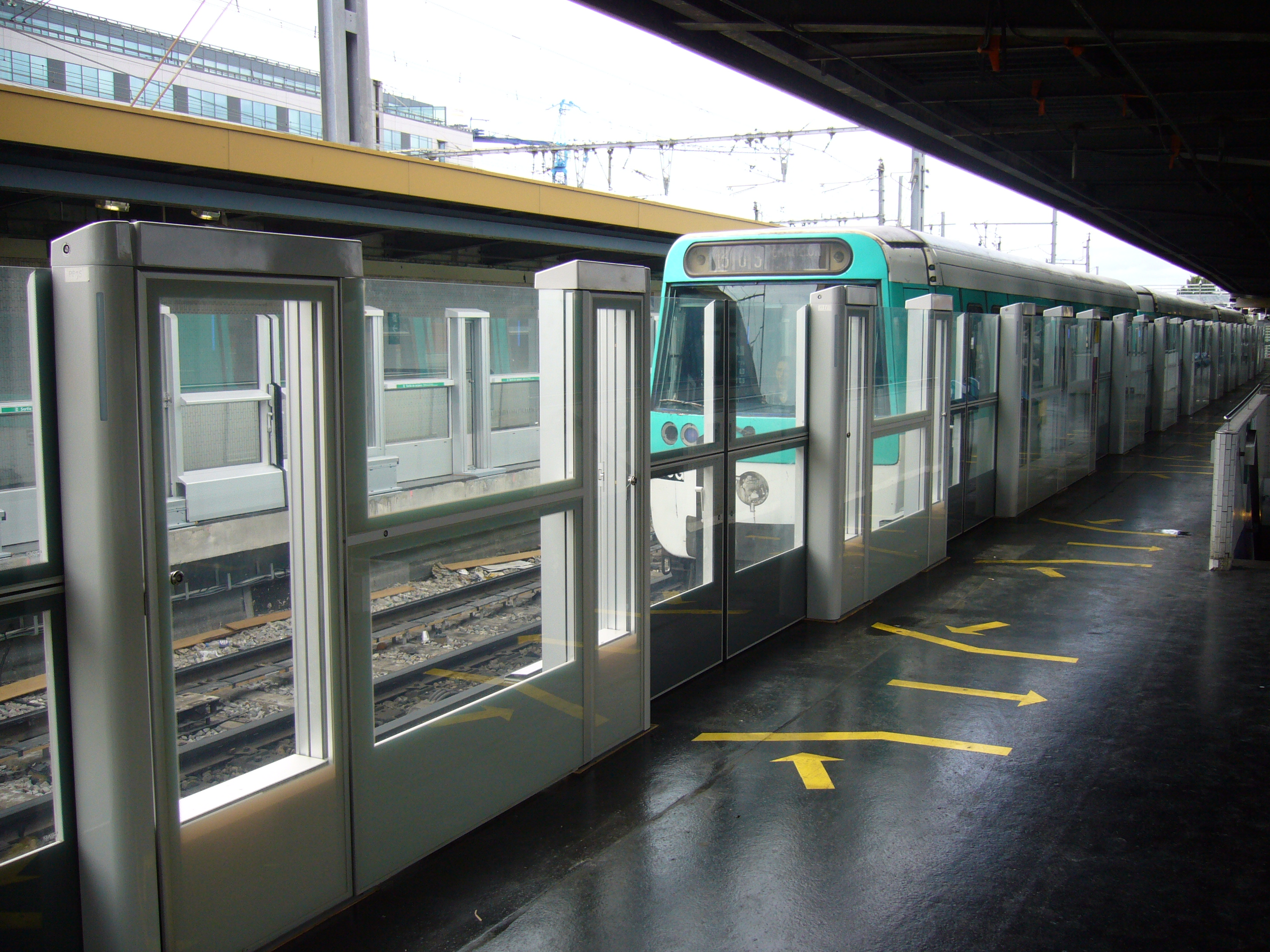
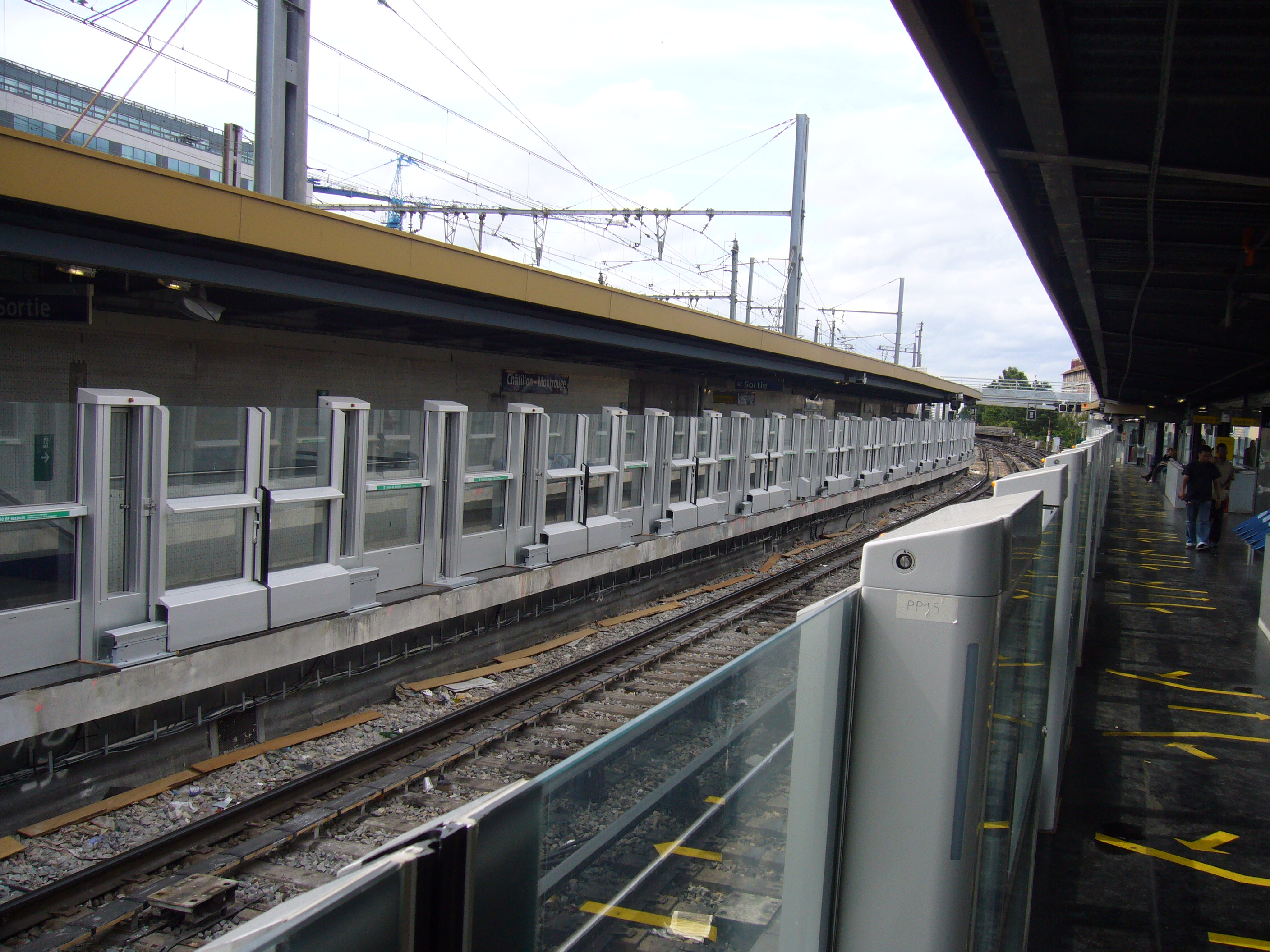